# Argelato
Argelato – miejscowość i gmina we Włoszech, w regionie Emilia-Romania, w prowincji Bolonia.
Według danych na styczeń 2009 gminę zamieszkiwało 9677 osób przy gęstości zaludnienia 275,1 os./1 km².